# Колцу де Жос (Прахова)
Колцу де Жос (рум. Colțu de Jos) насеље је у Румунији у округу Прахова у општини Кокораштиј-Колц. Oпштина се налази на надморској висини од 149 m.

## Становништво
Према подацима из 2002. године у насељу је живело 319 становника, од којих су сви румунске националности.